# Billy Corgan
William Patrick Corgan, Jr, més conegut com a Billy Corgan (nascut el 17 de març de 1967 a Elk Grove Village, Illinois, Estats Units), és un músic i compositor estatunidenc. És internacionalment conegut per ser el vocalista i guitarrista principal del grup musical The Smashing Pumpkins.

## Biografia
Va néixer el 17 de març de 1967 al poble d'Elk Grove Village, Illinois, els Estats Units. Fill de Bill Corgan, músic de jazz, i Martha Corgan, hostessa de vol, va haver de suportar els continus vaivens d'una família divorciada.
L'any 1985 Corgan es va traslladar des de Chicago a St. Petersburg (Florida), al costat del seu primer grup musical anomenat The Marked, que es va dissoldre després de nou mesos. Posteriorment Corgan va retornar a Chicago per viure amb el seu pare.
Mentre es trobava treballant en una botiga de discs musicals, Corgan va conèixer a James Iha, amb qui va entaular una relació d'amistat. Posteriorment va conèixer D'arcy Wretzky en un concert de Dan Reed Network. Així, junts i amb una caixa de ritmes, van conformar The Smashing Pumpkins, una de les bandes representatives de la música alternativa dels 90'. Quan van intentar actuar al local anomenat Cabaret Metro, Joe Shanahan, el propietari, va posar com a condició la presència d'un bateria. Així, va ingressar Jimmy Chamberlin, gràcies al contacte d'un amic mutu. Així, el xou al Cabaret Metro, el 10 d'abril de 1988, va ser el primer amb alineació completa.

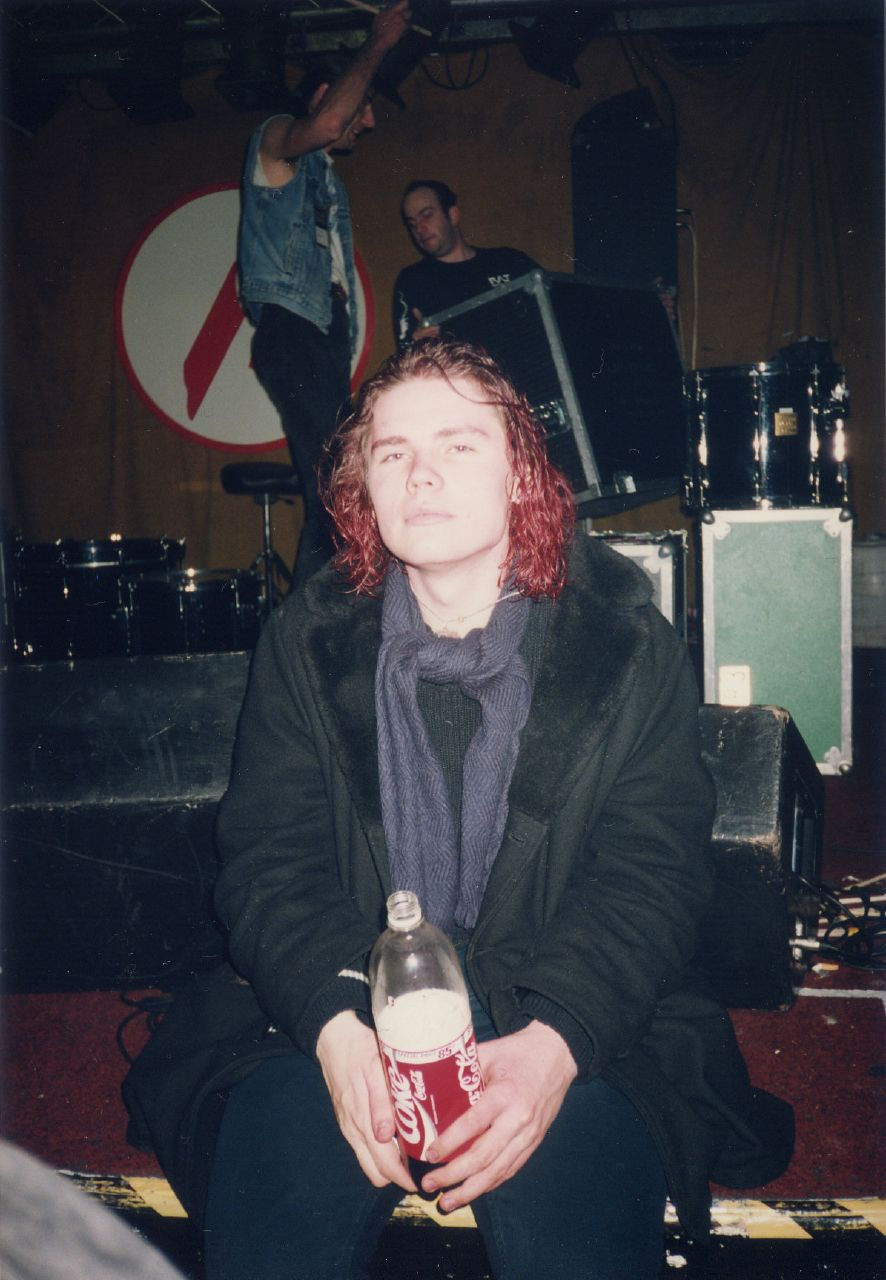
Billy Corgan en l'era de "Siamese Dream.

Billy va escriure la programació de música per a la pel·lícula Ransom i va tocar amb Matt Walker (un dels bateries convidats a l'enregistrament d'Adore), també va fer la música per a la pel·lícula Stigmata
Corgan va participar en l'àlbum solista de Tony Iommi, titulat Iommi, el qual va ser llançat per la discogràfica Priority Records el 17 d'octubre de 2000. Per a l'ocasió, Corgan va escriure al costat del guitarrista de Black Sabbath la cançó "Black Oblivion", en què, a més, va cantar.
Havent assolit molt èxit amb The Smashing Pumpkins, la banda es va dissoldre després del disc Machina. The machines of God.
El 2002 col·labora amb Marianne Faithfull, component algunes cançons per al seu àlbum "Kissin ' Time".
Posteriorment, va crear el grup Zwan, amb qui només va gravar un disc destacant la cançó Honestly. Durant una entrevista en Wgn-9, el 15 de setembre de 2003, Corgan va anunciar la separació de Zwan, a més de confirmar les seves intencions de gravar un àlbum com a solista.
El 17 de febrer de 2004, Corgan va publicar un missatge en el seu weblog, en el qual va revelar el fet que el guitarrista James Iha va ser el que va desintegrar el grup The Smashing Pumpkins, quatre anys abans. Finalment el 3 de juny de 2004 va publicar una disculpa a Iha.
L'1 d'octubre de 2004 va sortir en venda la seva primera compilació de poemes, anomenada Blinking with Fists, la qual va portar a la portada una il·lustració creada per Yelena Yemchuk. El llibre va debutar en la llista dels més venuts segons The New York Times. A més va ser el llibre de poesia més venut als Estats Units en la seva primera setmana de publicació.
Entre el 22 i el 29 de juny de 2004, Corgan va gravar al costat de Jimmy Chamberlin Complex la cançó "Loki Cat", la qual va formar part de l'àlbum Life Begins Again, llançat el 25 de gener de 2005.

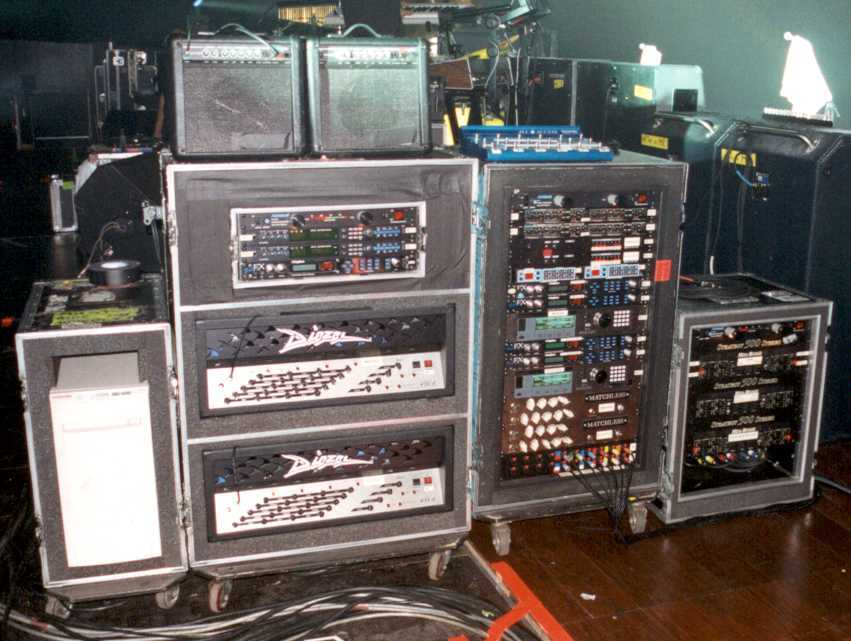
Els Amplificadors de Billy Corgan.

El seu primer àlbum com a solista, titulat Thefutureembrace, va ser llançat per mitjà de la discogràfica Reprise Records el 21 de juny de 2005. Corgan va formar un grup compost per Maca Strawberry, Brian Liesegang i Matt Walker, per a la gira promocional del seu àlbum.
El 21 de juny de 2005, amb motiu del llançament oficial de Thefutureembrace, Billy Corgan va publicar un anunci d'una pàgina al diari Chicago Tribune, anunciant entre altres coses, la seva intenció de tornar a reunir The Smashing Pumpkins. "Des de fa un any", Corgan va escriure, "estic rondant un secret, un secret que he triat guardar. Però ara vull que siguin els primers a saber que tinc plans de renovar i ressuscitar els Smashing Pumpkins. Vull que torni la meva banda, les meves cançons i els meus sons."
Això va ser confirmat el 20 d'abril de 2006, quan el grup va publicar un anunci en el lloc web oficial que confirmava la reunió i els plans de gravar un nou àlbum a l'estiu (en l'hemisferi nord). Més tard, el 28 de juliol de 2006, va ser publicat un missatge en el lloc web oficial, dient que el grup es trobava en aquells moments en estudi, en preparació del primer àlbum després de set anys d'aturada.
La banda va treballar en l'estudi durant gran part de 2006 i principis de 2007, i va realitzar el seu primer xou en set anys el 22 de maig de 2007, amb els nous membres Ginger Reyes (baix) i Jeff Schroeder (guitarra) i reemplaçant Wretzky i Iha. El nou àlbum, titulat Zeitgeist, va ser llançat als EUA el 10 de juliol de 2007, i va debutar en el número 2 a les llistes de Billboard. Corgan i la resta dels Pumpkins van realitzar gires durant 2007 i 2008, també van llençar l'EP American Gothic i els senzills "G.L.O.W." i "Superchrist". Chamberlin va deixar la banda al març de 2009, i Corgan va decidir continuar amb el mateix nom.
El març del 2008, convida Ray Toro a la reedició de la seva cançó The CameraEye, acceptant aquest amb un "ho considero un honor. Billy Corgan és tan bon músic com a persona, així que accepto gustosament"
El 2009, la companyia de videojocs Neversoft va llançar el seu joc Guitar Hero: World Tour on Billy Corgan és un personatge que apareix per tocar la cançó "Today"
Durant l'estiu de 2009, Corgan va formar la banda Spirits in the Sky per tocar en un concert homenatge al difunt Sky Saxon, cantant dels Seeds. A continuació, va realitzar una gira amb la banda, composta pel ex-membre de Catherine i productor de Superchrist Kerry Brown, l'últim baixista dels Electric Prunes Mark Tulin, el teclista de Strawberry Alarm Clock Mark Weitz, la freqüent col·laboradora de Linda Strawbery, el flautista Kevin Dippold, el violinista de "Superchrist" Ysanne Spevack, el nou bateria dels Pumpkins Mike Byrne i el guitarrista de Jane's Addiction Dave Navarro, tocant covers i nou material dels Pumpkins en diversos clubs a Califòrnia. Al final de la gira, Corgan, Byrne, Tulin, i Brown es van dirigir de nou a Chicago per començar a treballar en el nou àlbum de Smashing Pumpkins, Teargarden per Kaleidyscope. L'alineació d'aquell moment, que inclou el nou baixista Nicole Fiorentino, va girar durant gran part de l'any 2010, després va passar a gravar el 2011 l'àlbum-dins-d'un-àlbum "Oceania" i viatges de muntatge dels EUA i Europa. No obstant això, Byrne i més tard Fiorentino van deixar la banda l'any 2014.
A l'abril, Corgan va anunciar un nou disc en solitari d'enregistraments "experimentals" que va realitzar en 2007, a través de la pàgina web dels Smashing Pumpkins. L'àlbum, titulat Aegea, serà llançat exclusivament en vinil, amb 250 còpies realitzades; 200 còpies més es van vendre en línia a través de la botiga en línia Madame Zuzu's Tea House, 30 que es van vendre presencialment a la mateixa Madame Zuzu's Tea House, 10 vinils que es van vendre a través de Vintage Vinyl a Evaston, IL., i 10 retirades de promoció. [38 ] L'àlbum va ser llançat el 15 de maig [39]
El 25 de juliol de 2014, Corgan va anunciar que l'enregistrament del seu espectacle "Siddhartha" de març de 2014 es posaria a la venda de manera minoritària com Aegea. En conjunt s'espera que englobi 5 o 6 discos.
Durant l'estiu de 2014, Corgan va gravar el desè àlbum d'estudi dels Smashing Pumpkins "Monuments to an Elegy" amb Tommy Lee i Jeff Schroeder. L'àlbum va ser llançat a principis de desembre de 2014.
Al setembre de 2015, Corgan va començar un bloc de fotografies d'època curades anomenat People and Their Cars. El lloc web també inclou una llista de correu electrònic per al bloc titulat "El club vermell de la frontera". Aquesta llista s'utilitzarà per rebre informació sobre les People and Their Cars, els llibres Hexestential i mercadotècnia juntament amb l'accés a imatges addicionals.
El 8 de setembre de 2016, Corgan va anunciar a través d'un vídeo de Facebook live, que havia gravat un nou disc en solitari amb el productor Rick Rubin, i que constarà de 12 o 13 pistes. Va declarar que l'àlbum estava gairebé finalitzat, encara que no va donar una data de llançament.

## Discografia
A data d'avui, Billy Corgan ha publicat tres àlbums com a solista. A més, Corgan ha participat com a guitarrista i cantant en The Smashing Pumpkins i Zwan (com a líder d'ambdós grups), a més d'altres aparicions com a artista convidat en altres àlbums.

### Bandes sonores
- 1996: Ransom
- 1997: First Love, Last Rites ("When I Was Born, I Was Bored")
- 1999: Stigmata
- 2000: Any Given Sunday (Corgan figura als crèdits de "Be A Man" by Hole)
- 2002: Spun (Corgan va escriure les cançons originals)
- 2004: We Are Not Alone (Corgan figura als crèdits de "Forget It" "Rain" and "Follow")
- 2006: "Dance of the Dead" (episodi of Masters of Horror)
- 2007: When a Man Falls in the Forest (tres cançons inèdites)
- 2011: The Chicago Code (Corgan interpreta el primer tema, escrit per Robert Duncan)

### Artista Convidat
- 1991: Sparkle (de Catherine, l'EP és produït per Corgan)
- 1994: Songs About Girls (de Catherine, la cançó "It's No Lie" és produïda per Corgan)
- 1994: Chante Des Chanson Sur Les Filles (de Catherine, l'EP és produït per Corgan que hi figura com a "Johhny Goat")
- 1994: Sleepy EP (de Catherine, l'EP és produït per Corgan)
- 1996: Guitars That Rule the World, Vol. 2: Smell the Fuzz:The Superstar Guitar Album (de diversos artistes, Corgan surt als crèdits com a autor i intèrpret d'"Ascendo")
- 1997: Starjob (de The Frogs, l'EP és produït per Corgan que hi figura com a "Johhny Goat")
- 1997: Troublizing (de Ric Ocasek, Corgan hi figura com a escriptor de "Asia Minor" i guitarra als temes "The Next Right Moment", "Crashland Consequence", "Situation", "Fix on You" i "People We Know")
- 1998: Celebrity Skin (de Hole, Corgan hi figura com a co-escriptor de "Celebrity Skin", "Hit So Hard", "Malibu", "Dying" and "Petals")
- 1998: "I Belong to You" single (de Lenny Kravitz, Corgan va remesclar el segon tema "If You Can't Say No (Flunky in the attic Mix)")
- 1998: Mechanical Animals de Marilyn Manson, Corgan va aportar les veus d'acompanyament a Speed of Pain, encara que no surt als crèdits hi figura als agraïments.
- 1999: Paraphernalia (d'Enuff Z'Nuff, Corgan toca la guitarra a "Everything Works If You Let It")
- 2000: Iommi (de Tony Iommi, Corgan hi figura als crèdits com a escriptor i vocalista de "Black Oblivion")
- 2001: Get Ready (de New Order, Corgan afegeix veus a "Turn My Way")
- 2002: Kissin Time (de Marianne Faithfull, Corgan hi figura als crèdits com a escriptor de "Wherever I Go", "I'm on Fire" i col·labora a "Something Good")
- 2003: "Lights Out" single (de Lisa Marie Presley, Corgan hi figura com a escriptor de "Savior")
- 2004: We Are Not Alone (de Breaking Benjamin, Corgan hi figura com a escriptor de "Follow", "Forget It" and "Rain")
- 2004: The Essential Cheap Trick (de Cheap Trick, Corgan toca la guitarra a l'enregistrament en viu del tema "Mandocello")
- 2004: About a Burning Fire (de Blindside, Corgan toca la guitarra a "Hooray, It's L.A.")
- 2005: Life Begins Again (de Jimmy Chamberlin Complex, Corgan contribueix a les veus de "Loki Cat")
- 2005: Blue-Sky Research (de Taproot, Corgan va escriure el tema "Lost in the Woods" i va co-escriure "Violent Seas" i "Promise")
- 2006: ONXRT:Live From The Archives Volume 9 (Compilació en CD de l'emisora de ràdio 93 WXRT de Chicago, inclou l'enregistrament en viu del tema "A100")
- 2007: Humanity Hour 1 (de Scorpions, Corgan contribueix a les veus de "The Cross")
- 2010: Nobody's Daughter (de Hole, Corgan hi figura com a co-escriptor de "Pacific Coast Highway", "Samantha" i "Loser Dust")
- 2010: See My Friends (de Ray Davies, Corgan apareix a la cançó "All Day And All of the Night/Destroyer")
- 2011: Ghost on the Canvas (de Glen Campbell, Corgan iapareix a la cançó "There's No Me... Without You")
- 2014: "Did You Miss Me" (de l'album homònim dels The Veronicas, contribueix a les guitarres)

## Curiositats
- Corgan és esquerrà per escriure i la majoria de tasques, tanmateix, toca la guitarra com un destre. Això es deu que al moment de comprar la seva primera guitarra, li va preguntar el venedor de la botiga de música quin era la guitarra més comuna per començar, i per això en va agafar una per a destres, amb la que va aprendre a tocar i es va familiaritzar.
- Billy té por a les altures i en el video de perfect no va dir res fins que va ser a dalt de la grua ..."i was shet to dead " va dir.
- Billy acostumava a escriure articles per al diari escolar sobre la indústria de la música.
- Billy Corgan i Courtney Love van sortir junts durant un breu període. Però Billy Corgan va trencar la relació per gelosia de Kurt Donald Cobain (Nirvana).
- Billy Corgan té dos gats, Lily i Thelonious.
- Billy mesura 1.95 m.
- A Billy Corgan li agrada anar a dormir d'hora i llevar-se d'hora.
- Billy va comprar casa seva el 1993 per US$ 450,000
- Billy va estar casat amb Chris Fabian.
- Billy va escriure "Beautiful" mentre somniava.
- Billy va escriure la programació de música per a la pel·lícula Ramson i va tocar amb Matt Walker (un dels bateries convidats a l'enregistrament d'Adore).
- Billy Corgan va començar a tocar la guitarra a l'edat de 14 anys, quan un dia, recorrent el soterrani de la seva casa amb uns amics, en va veure un d'ells tocar la guitarra elèctrica.
- Billy Corgan va estar una vegada a l'àrea de Tampa Bay en Florida i va tocar en una banda anomenada The Marked, abans de començar amb The Smashing Pumpkins.
- Billy va obtenir el nom de la cançó "33" a partir de la inscripció de la part de darrere d'una ampolla de cervesa Rolling Rock.